# Идрис Деби
Идрис Деби (на френски: Idriss Déby) е президент на Чад от 2 декември 1990 до 20 април 2021 г. Роден е през 1952 година в северната част на страната и е бил главнокомандващ на армията при няколко предишни правителства.

## Биография
Идрис Деби е роден през 1952 година във Фада, сега регион Борку-Енеди-Тибести. Произхожда от бедно семейство, изкарващо прехраната си с животновъдство. Въпреки това той постъпва в училище и завършва гимназия с добри оценки. Приет е в офицерското училище в Нджамена. По специално споразумение по-късно се прехвърля и продължава обучението си във Франция. Завръща се в Чад през 1976 със сертификат за военен пилот.
Верен е на президента Феликс Малум, който управлява за кратко, и после си създава добри взаимоотношения с Хисен Хабре. След като Хабре става президент през 1982 година, той прави Деби главнокомандващ на армията. Тактическите му умения изпъкват през 1984 година, когато редовни войски на Чад разбиват далеч по-добре обучената и модерна либийска армия.
Деби печели още по-голяма популярност сред войниците след повторния разгром над либийците през 1987. Хисен Хабре започва да се страхува от него и от нарастващата мощ на президентската гвардия, вследствие на което го обвинява в подготовка на опит за преврат. Идрис Деби бяга в Либия, а после в Судан, където създава своята групировка „Патриотично движение за спасение“, която започва нападения срещу верните на Хабре войници през 1989. На 10 ноември 1990 ПДС провежда изключително успешна атака, а на 2 декември превзема Нджамена без съпротива.
Макар и главнокомандващ на армията, Идрис Деби днес заема пост генерал-лейтенант. По вероизповедание е мюсюлманин. Има десетина деца от няколко предишни брака. Жени се за сегашната си съпруга Хинда през 2006 година.
Деби умира на 20 април 2021 г. от рани, получени по време на бойни операции срещу бунтовниците в северната част на страната в близост до департамента Тибести.

## Управление
След завземането на Нджамена се създава временно правителство, което официално провъзгласява Деби за президент на 28 февруари 1991 година. Новата конституция на страната е одобрена чрез референдум през март 1996 година. Създава се многопартийна система, която не е съществувала при предишните президенти, управлявали като авторитарни диктатори. Първите президентски избори се състоят през юни 1996 година. Деби ги печели на балотажа с 69%. Преизбран е през 2001 година. Провежда се нов референдум, който налага промяна на конституцията, позволяваща кандидатура за трети мандат, който той получава през 2006.
В края на 2005 и началото на 2006 бунтовнически групировки от Судан навлизат в източните части на Чад. След това нападение Нджамена скъсва дипломатическите отношения с Хартум. През март 2006 година е направен неуспешен опит за преврат чрез свалянето на самолета на Идрис Деби, след което напрежението вътре в страната ескалира. Известно облекчаване на ситуацията идва след като суданският президент Омар ал-Башир посещава Нджамена през 2006 по случай встъпването на длъжност на Деби като президент трети мандат. Това посещение довежда до възстановяване на дипломатическите отношения със Судан. В последно време активно се разширяват и връзките с Иран и Китай.
Чад запазва на своя територия 1000 френски войници, както и множество военни инструктори, които да поддържат сегашното правителство.